# لوکمور واتروی استیتس (فلوریدا)
لوکمور واتروی استیتس (به انگلیسی: Lochmoor Waterway Estates) یک منطقهٔ مسکونی در ایالات متحده آمریکا است که در شهرستان لی، فلوریدا واقع شده‌است. لوکمور واتروی استیتس ۷٫۲ کیلومتر مربع مساحت و ۳٬۸۵۸ نفر جمعیت دارد و ۱ متر بالاتر از سطح دریا واقع شده‌است.